# Vickers Type 143
Il Vickers Type 143 (a volte indicato anche con la designazione Vickers Type 143 Bolivian Scout) era un biplano monoposto realizzato dall'azienda britannica Vickers alla fine degli anni venti del XX secolo.
Nato dall'evoluzione del progetto che diede origine al Vickers Type 123, trovò impiego nella Fuerza Aérea Boliviana che ne acquistò sei esemplari, mettendoli in servizio a partire dal 1930.

## Storia del progetto
Il Type 143 nacque su richiesta delle autorità boliviane che avevano avuto modo di vedere all'opera il precedente Type 141 nel corso del 1929; il velivolo, per il quale furono richieste alcune modifiche (principalmente al motore ed alle ali), venne portato in volo per la prima volta l'11 giugno del 1929, convincendo l'aviazione boliviana ad acquistarne sei esemplari. Le consegne iniziarono nel gennaio dell'anno successivo e gli apparecchi furono immediatamente messi in servizio nella Forza Aérea Boliviana.

### Sviluppi correlati

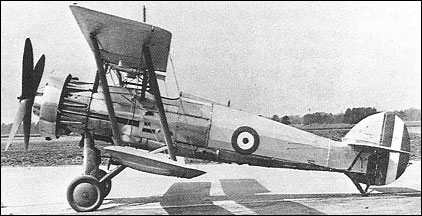
Vista laterale del Vickers Type 177.

Su iniziativa privata la Vickers utilizzò una settima cellula del Type 143 per dare origine ad un ulteriore sviluppo del progetto originario, cui venne assegnata la sigla identificativa di Vickers Type 177.
Portato in volo per la prima volta il 26 novembre 1929, il Type 177 era equipaggiato con motore radiale Bristol Jupiter XFS e venne presentato alla Fleet Air Arm, unitamente al Type 143, in risposta alla specifica 21/26, con la quale si richiedeva un aereo da caccia imbarcato.
Nel corso delle prove di volo, svolte dal ponte della portaerei HMS Furious, uno dei piloti collaudatori, non abituato all'impiego dei freni a comando idraulico (una delle principali novità adottate dal Type 177), concluse malamente una manovra d'atterraggio danneggiando il muso dell'aereo e rendendolo inutilizzabile per la prosecuzione delle prove.

## Tecnica
Il Type 143 si presentava come un'evidente evoluzione del progetto del Type 141, mantenendone la struttura interamente metallica con rivestimento in tela. Le modifiche principali riguardavano le ali, che presentavano le estremità di forma squadrata ed alettoni di diversa forma e corda. Altre modifiche di dettaglio riguardarono il carrello d'atterraggio, che rimaneva di tipo fisso, integrato da un pattino caudale all'estremità posteriore della fusoliera.
La principale modifica del Type 143 riguardava il motore: diversamente dai predecessori in questo caso venne impiegato un motore radiale; il 143 ospitava infatti il 9 cilindri Bristol Jupiter, nella versione VIA capace di sviluppare la potenza di 450 hp (pari a 336 kW).
La presenza del motore radiale consentì anche un diverso disegno della fusoliera che assunse una sezione ovale e determinò una diversa conformazione della cabina di pilotaggio.
Rimase, al contrario, invariato l'armamento, costituito da due mitragliatrici Vickers calibro .30 in, disposte ai lati della fusoliera, che sparavano (mediante sincronizzatore) attraverso il disco dell'elica.

## Impiego operativo
I sei esemplari del Type 143 furono intensamente impiegati dall'aviazione boliviana: dal 1932, per la durata di tre anni, la Bolivia si vide impegnata nella guerra del Chaco contro il Paraguay.
A quella data tre esemplari erano già stati radiati, ma ad uno dei tre Bolivian Scout superstiti spetterebbe il primato del primo successo in un conflitto aereo nei cieli dell'America Latina, ai danni di un Wibault 73.

## Utilizzatori
Bolivia
- Fuerza Aérea Boliviana